# Sandrine Maljean Dubois
Sandrine Maljean-Dubois née le 29 juin 1969 à Manosque, est une juriste française spécialisée en droit international de l’environnement.
Directrice de recherche au CNRS, ses travaux portent notamment sur les régimes juridiques relatifs au climat, la biodiversité et la gouvernance environnementale. Elle est directrice adjointe scientifique à CNRS Sciences humaines et sociales du CNRS en charge de la section 36 (« Sociologie et sciences du droit ») depuis 2022.

## Biographie

### Parcours universitaire
Sandrine Maljean‑Dubois est diplômée de l’Institut d’études politiques d’Aix‑en‑Provence en 1990, puis obtient un DEA en droit international public en 1991. Elle est doctorante contractuelle à Aix-Marseille Université et allocataire du ministère de l’Environnement de 1992 à 1994, ainsi que monitrice du Centre d’initiation à l’enseignement supérieur. Elle poursuit sa formation par une thèse de doctorat en droit international public à la Faculté de droit d’Aix‑Marseille dirigée par Yves Daudet. Cette dernière est soutenue en 1996 et est consacrée à la protection internationale des oiseaux sauvages. La même année, elle suit également le programme du Centre d’études et de recherches de l’Académie de droit international de La Haye sous la direction du Professeur Pierre-Michel Eisemann. En 2000, elle obtient son habilitation à diriger des recherches (HDR) à Aix‑Marseille.

### Carrière professionnelle

#### Activité principale
Sandrine Maljean‑Dubois commence sa carrière universitaire à la Faculté de droit et de science politique d’Aix‑Marseille, d’abord comme attachée temporaire d’enseignement et de recherche, puis comme maîtresse de conférences en 1997. En 1998, elle intègre le Centre national de la recherche scientifique (CNRS) comme chargée de recherche au sein du Centre d’études et de recherches internationales et communautaires (CERIC), aujourd’hui UMR 7318 DICE. Elle y est promue directrice de recherche en 2007. En 2023, elle organise à Aix-en-Provence la 18ème conférence de la Société européenne de droit international : Is International Law Fair ?. Elle devient directrice adjointe scientifique de l’Institut des sciences humaines et sociales du CNRS (InSHS) en 2022, en charge de la section 36 « Sociologie et sciences du droit ». Son activité de recherche s’inscrit au croisement du droit international public, du droit de l’environnement et de la gouvernance globale. Dans un entretien pour Le Point, elle déclare ainsi « C’est l’ensemble du droit international qu’il faut écologiser ». Elle interroge également la question des réparations des dommages climatiques.
Outre ses responsabilités institutionnelles, Sandrine Maljean-Dubois a dirigé ou codirigé de nombreux projets de recherche financés par l’ANR ou le CNRS, portant notamment sur les outils juridiques du climat. Elle occupe également des fonctions éditoriales dans des revues internationales majeures de droit de l’environnement, codirige la collection Confluence des droits et siège dans de nombreux comités scientifiques internationaux.

#### Activité internationale
Son activité s'inscrit dans un cadre international. Entre 2012 et 2016, elle participe par exemple en tant qu’expert reviewer au 5ᵉ rapport du GIEC (AR5), puis de nouveau au 6ᵉ rapport (AR6) en 2020–2021, au sein du groupe de travail III sur l’atténuation du changement climatique. En 2016, elle est nommée vice-présidente du groupe d’experts ad hoc de l’UNESCO pour l’élaboration d’une déclaration sur les principes éthiques liés au changement climatique, et dirige le groupe de rédaction du texte final.
À partir de 2013, elle rejoint la Commission mondiale du droit de l’environnement de l’Union internationale pour la conservation de la nature (UICN), et représente la France au sein de groupes d’experts internationaux, notamment pour le Pacte mondial pour l’environnement. De 2015 à 2020, elle siège également au bureau du Plan Bleu (Centre d’activités régionales du Plan d’action pour la Méditerranée – PNUE), dont elle est vice-présidente.
En 2021–2023, elle coordonne le livre blanc sur l'Anthropocène de l’Association de droit international (ILA) à l’occasion des 150 ans de l’organisation. En parallèle, elle est également active dans plusieurs réseaux comme The Shift Project, la Green Rights Coalition ou encore le Global Pact Coalition.
Enfin, en 2023, en sa qualité de juriste, elle participe à deux procédures majeures du droit international de l’environnement. D’une part, elle est conseil de la France devant le Tribunal international du droit de la mer dans la procédure engagée par la Commission des petits États insulaires sur le changement climatique et le droit international. D’autre part, elle est avocat-conseil de la République démocratique du Congo devant la Cour internationale de Justice, dans le cadre d’une demande d’avis consultatif sur les obligations climatiques des États. Elle plaide devant la Cour en mars 2025.

#### Activité pédagogique
Sandrine Maljean-Dubois a longtemps été engagée dans l’enseignement supérieur, principalement à la Faculté de droit et de science politique d’Aix-Marseille, où elle a été maître de conférences avant d’entrer au CNRS. Elle a co-fondé et co-dirigé le Master 2 Recherche et Professionnel de droit international et européen de l’environnement, qu’elle a contribué à faire labelliser par l’Académie d’excellence Aix-Marseille. Elle y a dispensé de nombreux cours de spécialité en droit international de l’environnement, droit communautaire de l’environnement, contentieux environnemental international, biodiversité, ou encore rédaction d’instruments juridiques internationaux.
Elle a également enseigné à Sciences Po Aix, à la Faculté d’économie appliquée et à la Faculté des sciences de l’Université d’Aix-Marseille. Elle donne le cours de droit de l'environnement à l’Université numérique juridique francophone. À l’international, elle a également été professeure invitée dans de nombreuses institutions prestigieuses, dont l’Académie de droit international de La Haye, l’Université de Brasilia, l’Université Laval (Québec), l’Université Senghor d’Alexandrie en Egypte, ou encore l’Université Catholique de Louvain,. A l'Académie de droit international de la Haye, elle a dirigé le centre d'étude et de recherche à deux reprises : en 2008, sur le thème de La mise en oeuvre du droit international de l'environnement avec Lavanya Rajamani et en 2022 sur Le droit international face au défi des changements climatiques avec Jacqueline Peel.

## Travaux scientifiques
Les travaux de Sandrine Maljean-Dubois portent principalement sur le droit et la gouvernance internationale de l'environnement, avec une spécialisation dans le régime juridique du climat, la biodiversité et les mécanismes de mise en œuvre des accords internationaux. Juriste internationaliste, elle s’est intéressée très tôt à la manière dont les normes environnementales sont construites, diffusées, appliquées et contrôlées dans les arènes internationales,. Elle s’interroge sur la qualité et l’effectivité des normes internationales, s’intéressant en particulier aux mécanismes de mise en œuvre (le rôle du juge, les procédures de contrôle et de suivi non contentieuses). Elle a publié des analyses plurielles sur l’effectivité du droit international de l’environnement, les mécanismes de non-conformité, le rôle du juge international, la justice climatique, les contentieux climatiques émergents, et la place du droit dans les transitions écologiques. Plus récemment, elle s’est également intéressée à l’anthropocène et aux limites planétaires, analysant l’appréhension de ces dernières par le droit international.
Elle a dirigé ou co-dirigé divers programmes de recherche financés à l’échelle nationale et internationale, parmi lesquels les projets PROCLIMEX (ANR, 2021–2025) sur l’expertise dans les procès climatiques, CLIMARM (Région PACA, 2018–2022) sur les usages judiciaires du droit face au changement climatique, ou encore CIRCULEX (ANR, 2012–2015) sur la circulation des normes dans la gouvernance environnementale. Ces recherches croisent le droit, les sciences sociales et l’étude des institutions internationales.
Elle est l’autrice ou directrice de plus de vingt ouvrages collectifs ou individuels, dont Le droit international de la biodiversité (Brill, 2021 et 2024), La diplomatie climatique (Pedone, 2010 et 2015), et Climate Change and the Testing of International Law(Brill, 2023). Elle a également publié plus de 80 articles scientifiques dans les principales revues de droit international, et participé à de nombreux ouvrages collectifs de référence. À travers ses travaux, elle contribue à interroger les mutations du droit international face à l’anthropocène, plaidant pour une adaptation des outils juridiques aux enjeux globaux contemporains.

## Distinctions et reconnaissance
Sandrine Maljean-Dubois a reçu de nombreuses distinctions scientifiques et académiques au cours de sa carrière. Dès 1990, elle reçoit le prix de la Fondation Saint John Perse pour le meilleur mémoire en relations internationales à Sciences Po Aix-en-Provence. Huit ans plus tard, elle est  distinguée par le prix Michel Despax, décerné par le Conseil européen de droit de l’environnement pour ses recherches pionnières sur le droit environnemental. En 2005, elle obtient la médaille de bronze du CNRS, qui récompense les premiers travaux d’un chercheur reconnus sur le plan national et international. Elle est également lauréate du prix Claude Berthault de l’Académie des sciences morales et politiques (Institut de France) en 2011, pour son ouvrage La diplomatie climatique. Les enjeux des négociations internationales, coécrit avec Matthieu Wemaëre. En 2017, elle est nommée chevalier de la Légion d’honneur, sur proposition du ministère de la Recherche et de l’Enseignement supérieur, en reconnaissance de ses contributions à la recherche publique et à l’expertise juridique internationale sur les enjeux climatiques.
Elle a par ailleurs été désignée par le CNRS pour figurer sur la plateforme AcademiaNet qui recense les femmes scientifiques d’excellence dans le monde. Engagée pour la visibilité des femmes dans les sciences, elle a été ambassadrice de l’opération « La science taille XX Elles » entre 2021 et 2023, initiative nationale visant à valoriser les parcours féminins dans la recherche. 